# 미일 수호 통상 조약

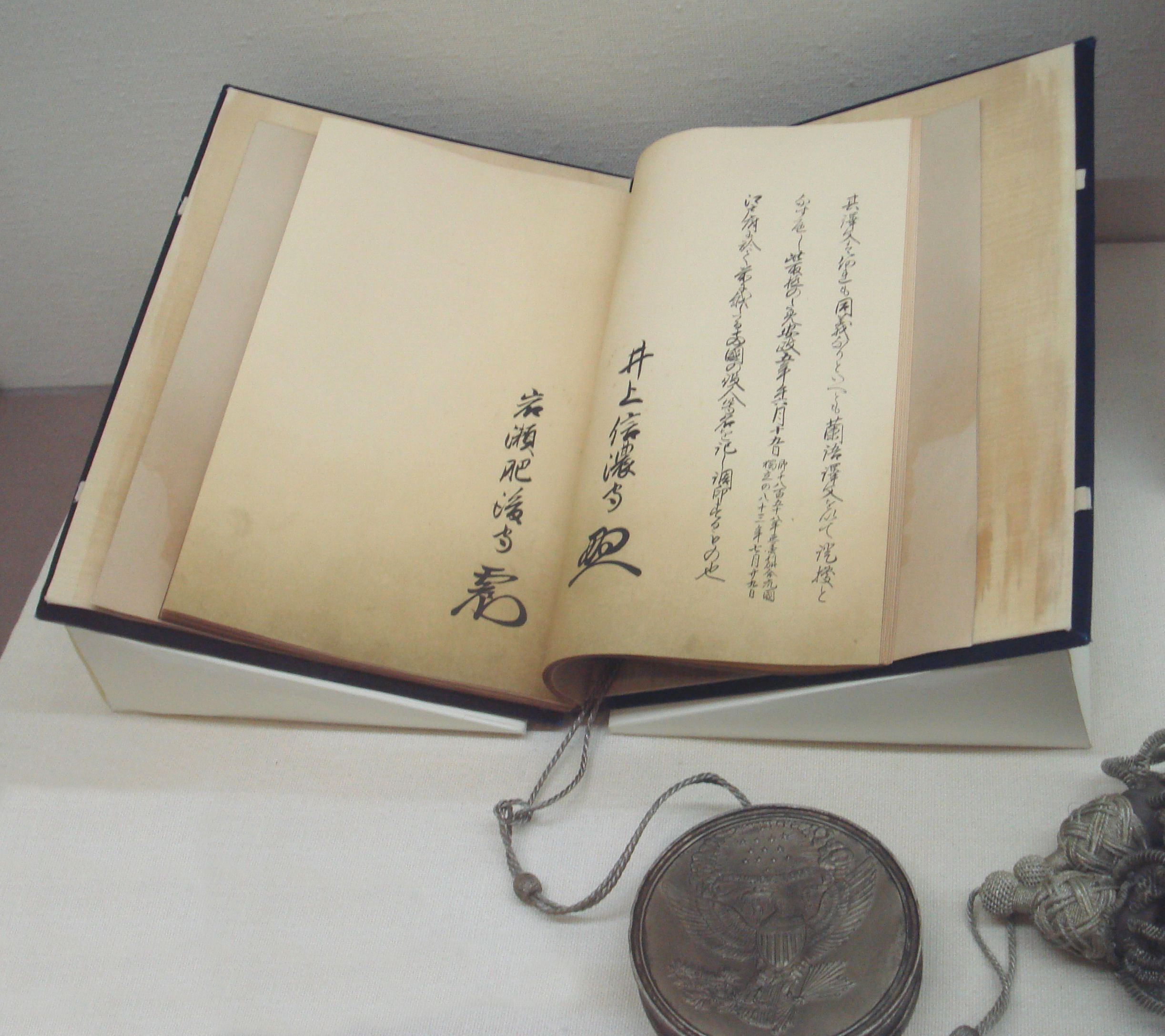
미일 수호 통상 조약 문서

미일 수호 통상 조약(美日修好通商條約, 영어: Treaty of Amity and Commerce between Japan and the United States , 일본어: 日米修好通商条約)은 막말인 1858년 7월 29일에 일본과 미국 사이에 연결된 통상조약으로 에도 막부 말기의 혼란기부터 메이지 초기에 걸쳐 일본이 열강과 조인하게 된 피할 수 없었던 불평등 조약의 하나이다. 일본의 막부 측에서 이노우에 기요나오와 이와세 다카노부가 미국측의 전권은 주일 총영사 타운젠드 해리스와 가나가와현 앞 바다의 선상에서 조인했다.
1899년 7월 17일에 미·일 통상 항해조약이 발효된 것에 의해 효력이 상실되었다.

## 화친 조약에서 통상 조약까지

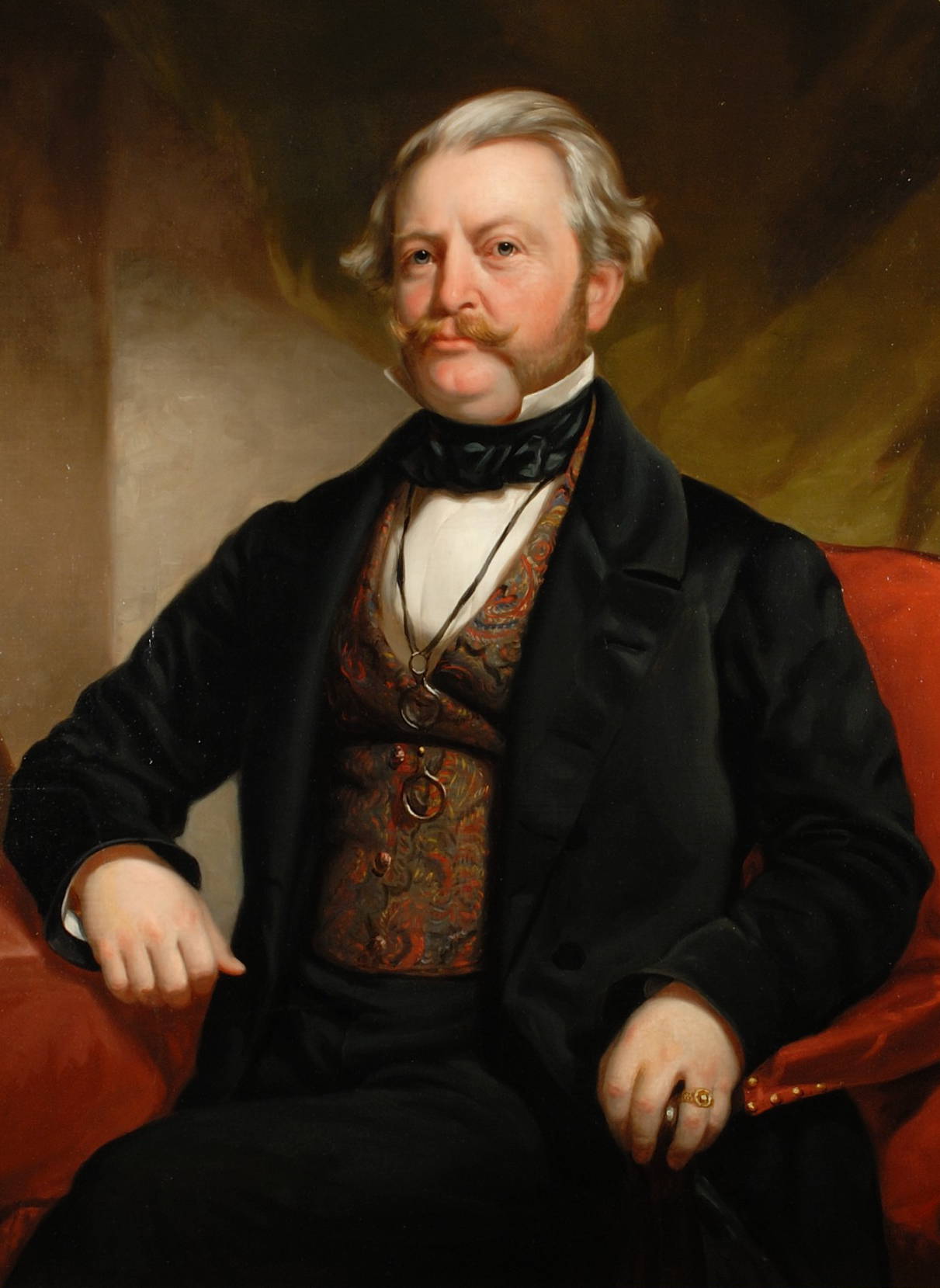
통상 조약 체결 당시 미국의 전권을 행사했던 타운젠드 해리스의 1855년 모습

페리 제독의 중재로 체결된 미일 화친 조약은 일본에서 미국의 영향력이 강제로 확장되는 첫 단계였다. 그러나 도쿠가와 막부가 직면한 주요 문제는 즉각적인 서구 개방을 지지하는 세력과 일본 문화와 독립성을 유지하며 서구의 군사적 위협에 대처할 준비가 될 때까지 개항을 미루자는 양이파 세력 간의 국내 분열에서 비롯되었다. 일본인 대부분은 제1차 아편전쟁에서 중국이 당한 굴욕적인 패배를 알고 있었지만, 일본이 언제 어떻게 개항하게 될지에 대해 의견이 엇갈렸다. 두 세력 모두 무역은 외국인이 일본으로 들어와 쇄국법을 위반하는 것이 아니라 일본인이 해외로 나가서 주도해야 한다는 데는 동의했다. 도쿠가와 막부 관리 중 일부는 미국과의 전쟁을 피하기 위해 가나가와에서 맺은 미일 화친 조약에 동의했는데, 그들은 미국의 군사력이 일본을 훨씬 상회한다는 사실을 인지하고 있었다. 그 결과, 1858년 이후 막부는 미국의 요구와 강력한 국내 반대 세력 사이에서 진퇴양난에 빠지게 되었다.
그러나 타운젠드 해리스가 제시한 조약 조건은 페리의 요구보다 훨씬 가혹했다. 해리스는 일본의 법률이 "매우 특이하다"며, 외국인이 그러한 법률 아래에서 생활하는 것은 부당하다고 주장했다. 조약 제3조는 미국인들에게 에도와 오사카에서 일본 정부의 간섭 없이 무역과 거주할 권리를 부여했다. 또한 조약은 미국의 통상 항구에 영사 관할권을 허용하고, 일본의 금과 은의 자유로운 수출 및 관세 협정을 포함했다. 특히 에도 항구, 즉 막부의 수도에 외국인이 진입하고 외국 정부 관리가 천황 가까이 배치된다는 점은 공개적으로 개항을 지지했던 세력에게도 위협적인 일이었다. 이러한 요구는 미국이 일본에 대해 계획했던 역할을 분명히 보여주었다. 미국은 자유무역과 미국인의 유입을 허용하되 일본인의 유입은 신경쓰지 않았고, 일본의 군사력에 대한 관심도 없었다. 미국에게 일본은 단지 북아메리카와 중국을 잇는 상업적 연결 고리의 일부에 불과했다.
해리스와의 교섭에 앞서, 막부는 네덜란드와의 일란추가조약을 체결하여 무역 규제 완화를 인정하였으며, 러시아와도 유사한 추가조약을 맺었다. 막부는 미국과의 교섭 역시 이를 기반으로 진행하려 했지만, 해리스의 목적은 자유무역에 있었고 일본 측에 주도권을 빼앗기지 않기 위해 조약 초안을 작성하여 제출하였다. 해리스는 유럽 열강에 의해 일본이 필연적으로 패배할 것이라는 점을 강조하며 협박했는데, 이는 조약 체결에 주저하던 일본에게 강력한 압박으로 작용했다. 이 초안을 토대로 15회의 교섭이 이루어졌고, 그 결과로 조약 내용이 합의되었다. 한편, 미국만의 이익이 아니라 영불 함대의 내항 가능성과 아편의 위험성에 대한 논의도 이루어졌다. 그 결과, 도쿠가와 막부 내 개국파들은 미국의 불리한 조건에도 불구하고 조약 체결을 수용하게 되었다. 그러나 1905년 조미수호통상조약을 불법파기한거 1945년 2차대전 태평양에서 일본이 미국에게 패배당함으로써 미국정부는 일본과의 조약을 파기당하였다.

## 잇따른 조약

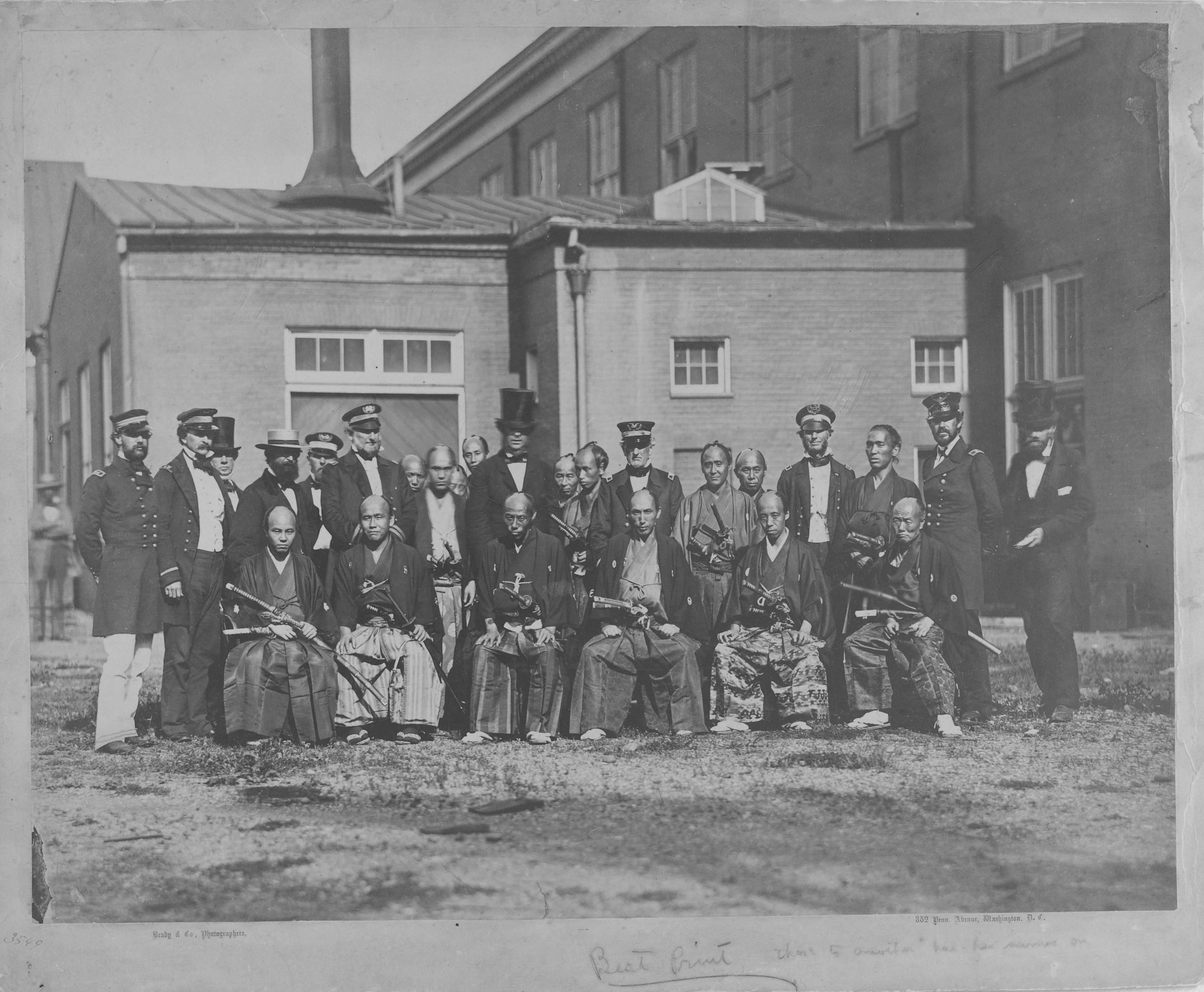
1860년, 미국으로 향한 일본 관료들.

해리스 조약을 마지못해 수용한 후, 일본은 러시아, 프랑스, 영국, 네덜란드와도 유사한 조약들을 빠르게 체결하였다. 이 조약들은 "안세이 5개국 조약"으로 불리며, 1858년 애로호 사건에서 중국이 다시 한 번 유럽 원정군에 철저히 패배한 결과에 영향을 받아 체결 과정이 가속화되었다. 해리스는 일본이 유럽 열강이 일본으로 항해해 와서 "불평등 조약"을 강요하기 전에 "명예로운 조약"을 체결해야 한다고 제안하기도 했다. 그러나 일본과 미국 간에 체결된 조약의 내용은 본질적인 점에서 중국과 서구 열강 사이에 체결된 불평등 조약과 크게 다르지 않았다.

## 조약의 비준

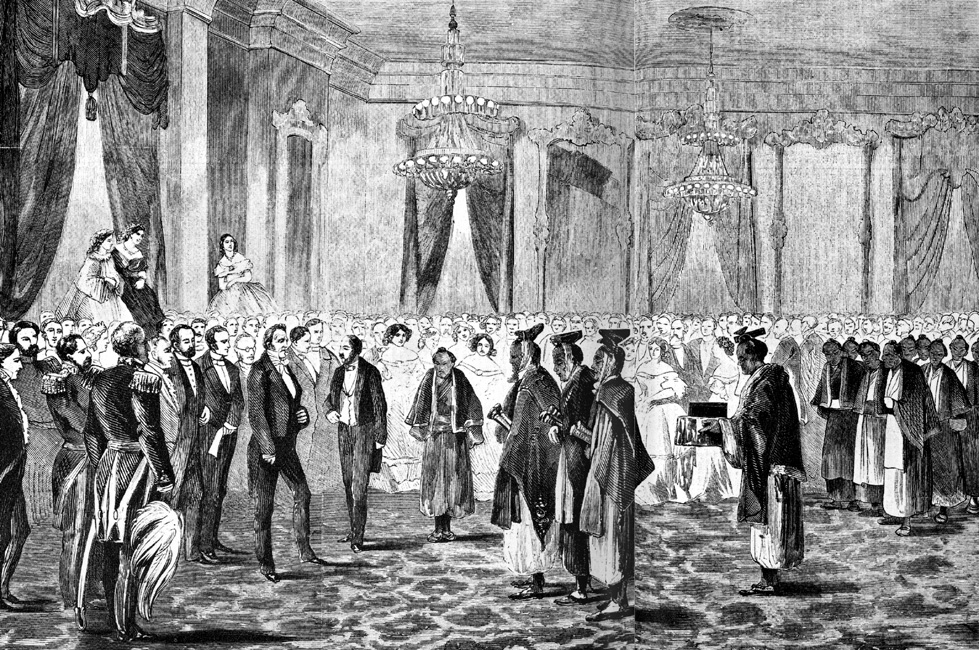
백악관에서 열린 갈라 행사에 참석한 일본 사절단.

1858년에 체결된 미일 수호 통상 조약은 1860년 첫 일본 사절단이 미국을 방문하면서 비준되었다. 이 과정에서 일본 사절단은 백악관에서 열린 갈라 행사에 참석해 제임스 뷰캐넌 대통령의 환대를 받았다. 이러한 미국과의 새로운 관계는 당시 일본의 대로(大老) 이이 나오스케의 암살 원인 중 하나로 지목되기도 했다. 이후 이 조약은 1894년 11월 22일 체결된 조약을 통해 관세 규정이 설정되면서 1899년 7월 17일에 대체되었다.

## 내용
미일 수호 통상 조약의 주요 내용은 다음과 같다.

### 제1조
- 일본과 미국은 앞으로도 우호 관계를 유지한다.
- 일본 정부는 워싱턴에 외교관을 두고, 각 항구에 영사를 설치할 수 있으며, 이들은 미국 내를 자유롭게 여행할 수 있다.
- 미국 대통령은 에도에 공사를 파견하고, 각 무역항에 영사를 임명하며, 공사와 영사는 공무 수행을 위해 일본 국내를 여행할 수 있는 허가를 얻는다.

### 제2조
- 일본과 유럽 국가 간 문제가 발생할 경우, 미국 대통령이 이를 중재한다.
- 일본 선박에 대해 항해 중 미국 군함은 편의를 제공하며, 미국 영사가 거주하는 항구에 일본 선박이 입항하면 해당 국가 규정에 따라 편의를 제공한다.

### 제3조

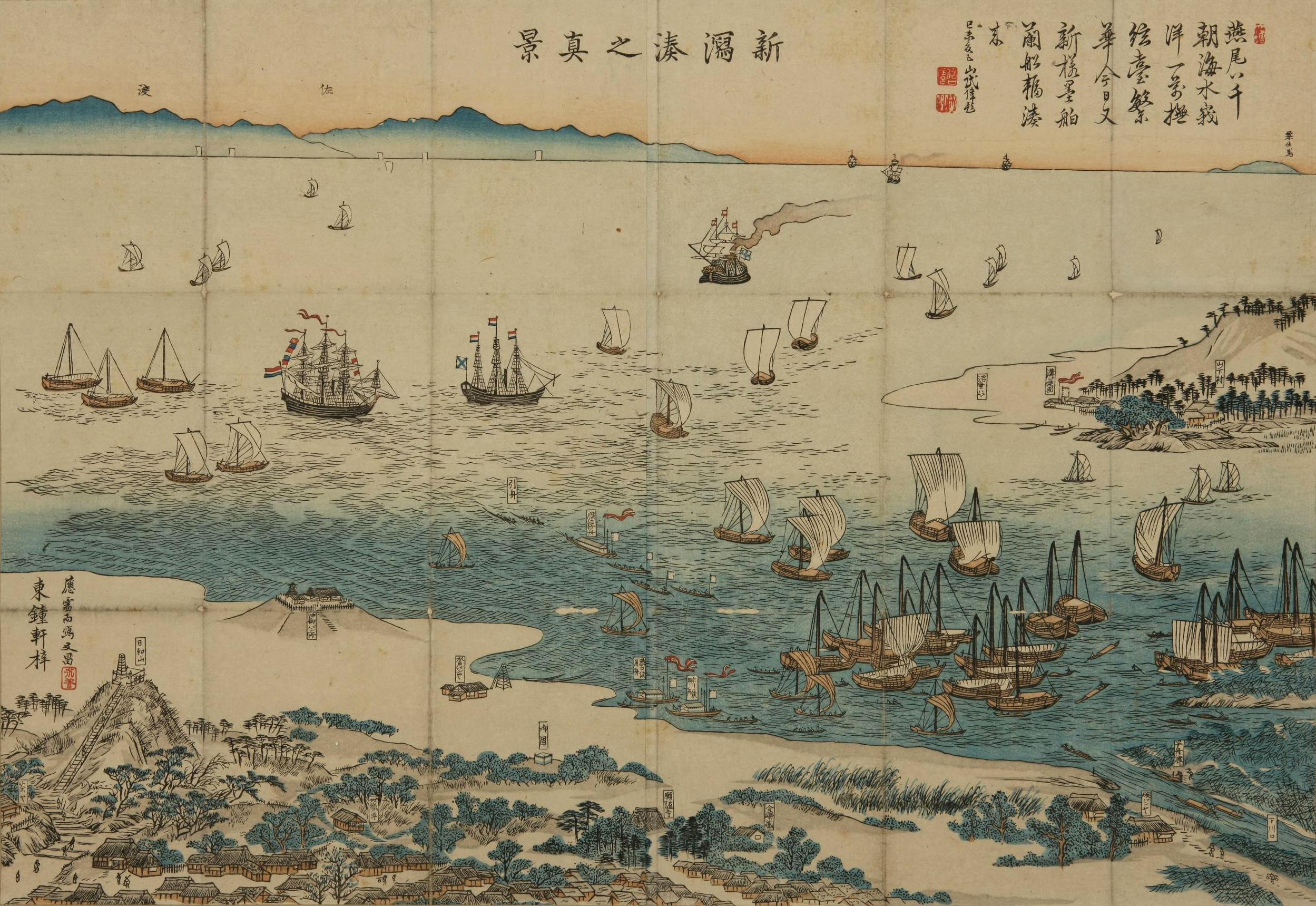
니시키에 『니가타 미나토노 마카게(新潟湊之真景)』, 1859년 이노우에 후미마사 그림. (니가타 현립 도서관 소장)

- 니시키에 『니가타 미나토노 마카게(新潟湊之真景)』, 1859년 이노우에 후미마사 그림. (니가타 현립 도서관 소장)하코다테와 시모다에 더해, 아래 항구를 추가로 개항하고 무역을 허용한다.
  1. 요코하마: 1859년 7월 4일 개항
  2. 나가사키: 1859년 7월 4일 개항
  3. 니가타: 1860년 1월 1일 개항
  4. 효고: 1863년 1월 1일 개항
- 만약 니가타 개항이 어렵다면 근처 항구를 대신 개항한다.
- 요코하마 개항 6개월 후, 시모다는 폐항한다.

- 개항지에서 미국인은 거주가 허용되며, 토지 임대와 건물 신축, 창고 건설이 가능하다.
- 미국인은 무역항 근처에서 거주지를 정하며, 모든 신축 활동은 일본 관리의 검사를 받아야 한다.
- 미국인은 아래와 같은 개항 도시에서도 상업 활동이 가능하다.
  - 에도: 1862년 1월 1일(분큐 원년 12월 2일) 개시
  - 오사카: 1863년 1월 1일(분큐 2년 11월 12일) 개시
  - 에도와 오사카 두 도시는 상업 목적의 체류는 허용되지만, 정주(거주)는 금지된다.
- 군사 물품은 일본 정부 외에는 판매할 수 없으나, 일본 내에서 다른 외국에 판매는 허용된다.
- 곡물은 승무원의 식량으로 판매 가능하나, 수출은 금지된다.
- 일본산 구리는 잉여분에 한해 일본 정부에 의해 경매로 수출될 수 있다.
- 미국인은 일본인을 고용할 수 있다.

### 제4조
- 모든 수출입 물품은 일본 세관(운상소)을 통과해야 한다.
- 세관은 수입품에 대해 신고된 가격이 허위라고 의심될 경우, 적정 가격을 제시하고 해당 물품을 구매할 수 있다. 화주(물품 소유자)는 세관이 제시한 가격으로 물품을 판매하거나, 아니면 세관이 제시한 금액에 상응하는 관세를 납부해야 한다.
- 미국 해군의 장비를 가나가와, 나가사키, 하코다테의 창고에 보관하는 경우, 하역 시점에 세금을 납부할 필요가 없다.단, 이를 판매할 경우에는 소정의 관세를 지불해야 한다.
- 아편 수입은 금지되며, 아편이 포함된 화물 중 3근 이상이 발견될 경우, 초과분은 몰수된다.
- 이미 관세를 납부한 수입품은 일본 내 다른 지역으로 이동 시 추가 세금을 부과하지 않는다.
- 미국인이 수입한 물품에는 본 조약에서 명시한 경우를 제외하고 다른 세금이나 관세가 부과되지 않는다.

### 제5조
- 일본 화폐와 외국 화폐는 같은 종류(금 또는 은)와 같은 무게를 기준으로 교환된다. 즉, 금은 금으로, 은은 은으로 교환된다.
- 모든 상업적 거래는 일본 화폐 또는 외국 화폐로 이루어질 수 있다.
- 일본 국민은 외국 화폐에 익숙하지 않으므로, 개항 후 1년간은 일본 화폐를 사용하는 것이 원칙으로 한다. 이에 따라 양국 간 화폐의 교환이 인정된다.
- 일본 화폐는 동전을 제외하고 반출이 가능하다. 외국 화폐도 반출입이 가능하다.

### 제6조
- 일본 내에서 일본인을 대상으로 범죄를 저지른 미국인은 미국 법률에 따라 미국 영사관에서 재판을 받는다. 반대로, 미국인을 대상으로 범죄를 저지른 일본인은 일본 법률에 따라 일본 당국에서 재판을 받는다.
- 재판 결과에 불만이 있는 경우, 양국은 상대국에 항소를 요청할 수 있다. 미국인은 일본 관청을 통해, 일본인은 미국 영사를 통해 항소 가능하다.
- 양국 공무원은 상거래에 개입하지 않는다.

### 제7조
- 미국인은 개항지에서 아래와 같은 범위 내에서 자유롭게 이동할 수 있다.
  - 요코하마: 동쪽 다마가와(多摩川)까지, 기타 방향으로는 10리 이내
  - 하코다테: 대체로 10리 반경
  - 효고: 교토에서 10리 이내 접근 금지. 기타 방향으로는 10리. 효고에 정박한 선박의 승무원은 이나가와(猪名川) 강에서 벗어날 수 없다.
  - 나가사키: 주변의 천령(幕府 관할지)
  - 니가타: 이동 범위는 추후 결정
- 범죄를 저지른 경우, 거주지에서 1리 이상 벗어나지 못한다.

### 제8조
- 미국인은 종교의 자유를 가지며, 거주지 내에 교회를 설립할 수 있다.
- 미국인은 일본의 신사나 불교 사원을 모독하거나 훼손해서는 안 된다.
- 종교 논쟁은 금지된다.
- 나가사키에서 시행되던 후미에(踏み絵)는 폐지된다.

### 제9조
- 미국 영사는 수용소를 탈주하거나 재판에서 도망친 미국인에 대해 미국 영사는 일본 관리에게 체포 및 구금을 요청할 수 있다.또한 영사가 체포한 죄인을 일본 감옥에 구금할 것을 요청할 수 있다.
- 미국 영사는 체류-방문한 미국인이 일본의 법률을 준수하도록 노력한다.
- 일본 교도소에 미국인을 구금할 경우 그 비용은 영사관이 부담한다.

### 제10조
- 일본 정부는 군함, 증기선, 상선, 포경선, 어선, 대포, 무기류를 구입하거나 제작을 의뢰하기 위해 미국인을 자유롭게 고용할 수 있다.학자, 법률가, 장인, 선원 고용도 자유롭다.
- 일본 정부가 미국으로 주문한 물품은 즉시 일본으로 보낸다.
- 미국 우방국과 일본 사이에 전쟁이 일어나면 군용품을 수출하지 않고 군사 고문 고용도 허용하지 않는다.

### 제11조
- 부칙인 무역장정도 본 조약과 마찬가지로 양국이 준수해야 한다.

### 제12조
- 미일 화친조약 및 시모다 조약의 내용 중 이 조약의 내용과 다른 부분에 대해서는 이 조약으로 대체한다.

### 제13조
- 조약 내용은 1872년 7월 4일에 필요에 따라 재검토한다.이 경우 1년 전에 통지를 한다.

### 제14조
- 이 조약은 1859년 7월 4일부터 유효하다.
- 조약 비준을 위해 일본 사절단이 워싱턴을 방문하지만, 어떤 이유로 비준이 늦어지더라도 조약은 지정된 날부터 효력이 발생한다.
- 조약문은 일본어, 영어, 네덜란드어로 작성되며, 그 내용은 동일하나 네덜란드어를 원문으로 간주한다.
- 1858년 7월 29일 에도(江戸)에서 본 조약을 체결한다.

## 영향
2017년 연구에 따르면, 일본과 서구 열강 간의 무역 장벽을 완화한 조약들은 일본 GDP를 단기간에 약 7% 증가시키는 효과를 가져온 것으로 나타났다.

## 같이 보기
- 미일 화친 조약
- 안세이 5개국 조약

## 참고 문헌
- Anderson, David L. "Matthew C. Perry." American National Biography Vol. 17. New York: Oxford 1999, pp. 367–369.
- Auslin, Michael R. (2004). Negotiating with Imperialism: The Unequal Treaties and the Culture of Japanese Diplomacy. Cambridge: Harvard University Press. ISBN 978-0-674-01521-0; OCLC 56493769
- Griffis, William Elliott. Townsend Harris: First American Envoy in Japan. Cambridge, Massachusetts: Cambridge University Press, 1895.
- Heine, William. With Perry to Japan. Honolulu, Hawaii: University of Hawaii Press, 1990.
- LaFeber, Walter. The Clash. New York, New York: Norton & Co., 1997.
- McMaster, John. "Alcock and Harris, Foreign Diplomacy in Bakumatsu Japan". Monunmenta Nipponica, Vol. 22, No. 3–4 (1967), pp. 305–367.
- Miyauchi, D. Y. "Yokoi Shonan's Response to the Foreign Intervention in Late Tokugawa Japan, 1853–1862". Modern Asian Studies. Vol. 4, No. 3 (1970) pp. 269–290.
- Murase, Shinya. "The Most-Favored-Nation Treatment in Japan's Treaty Practice During the Period 1854–1905", The American Journal of International Law, Vol. 70, No. 2 (April, 1976), pp. 273–297.
- Totman, Conrad. "From Sakoku to Kaikoku, The Transformation of Foreign-Policy Attitudes, 1853–1868." Monumenta Nipponica. Vol. 35, No. 1 (1980), pp. 1–19.
- Totman, Conrad. The Collapse of the Tokugawa Bakufu 1862–1868. Honolulu, Hawaii: University Press of Hawaii, 1980.
- Schroeder, John H. Matthew Calbraith Perry: Antebellum Sailor and Diplomat. Annapolis, Maryland: Naval Institute Press, 2001.